# Belisario Betancur Cuartas
Belisario Betancur Cuartas (Amagá, 4 febbraio 1923 – Bogotà, 7 dicembre 2018) è stato un politico colombiano.

## Biografia
È stato Presidente della Colombia dall'agosto 1982 all'agosto 1986, come rappresentante del Partito Conservatore Colombiano. Nel corso della sua carriera politica è stato anche ambasciatore in Spagna dal dicembre 1975 al gennaio 1977 e Ministro del lavoro dall'agosto 1962 all'aprile 1963 sotto la presidenza di Guillermo León Valencia.